# Vita-Cola

## Descrição

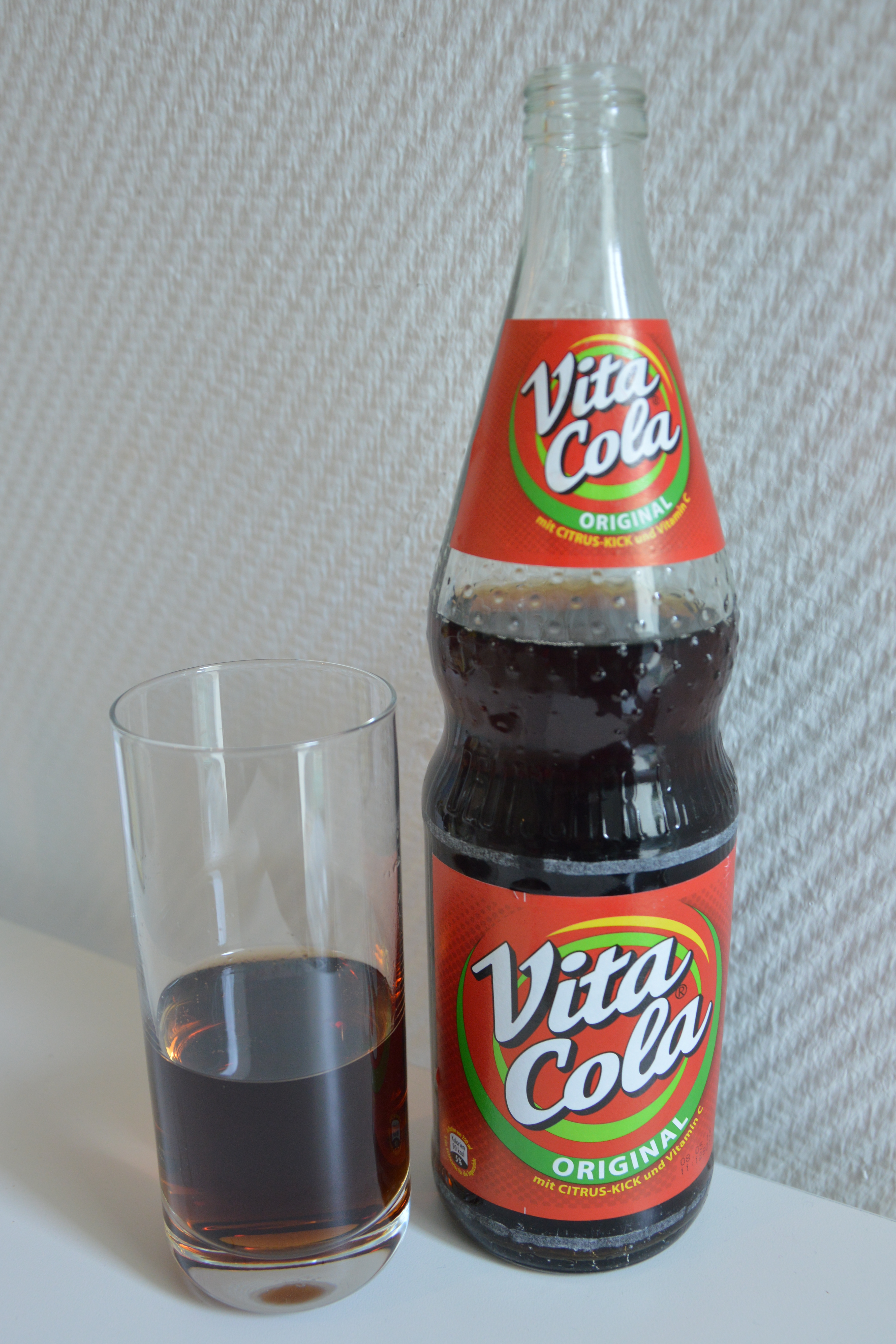
bebida à base de cola produzida na antiga República Democrática Alemã

A Vita Cola é uma Bebida de cola produzida na Alemanha. O sabor da Vita Cola é descrito como sendo semelhante ao da cola, com uma nota forte de limão e sabor de frutas. Além disso, é notavelmente menos doce do que a Afri-Cola, a Coca-Cola ou a Pepsi , e possui uma consistência ligeiramente mais espessa devido ao uso de óleos cítricos e outros óleos aromáticos em sua fórmula. A Vitasoy (uma empresa não relacionada) também produz uma bebida de cola com a marca Vita Cola.

## História e Popularidade
Vita Cola teve origem na República Democrática Alemã (Alemanha Oriental) . Foi introduzida em 1957 e anunciada como "Brauselimonade mit Frucht- und Kräutergeschmack" (refrigerante carbonatado com sabor de frutas e ervas), usando uma fórmula que ainda é mantida em segredo, algo semelhante à fórmula "Merchandise 7X" da Coca-Cola. Em seu auge, a Vita Cola era produzida em mais de 200 fábricas.
Após a queda do Muro de Berlim e o fim da Cortina de Ferro em 1989, o negócio da Vita Cola entrou rapidamente em declínio, à medida que marcas de cola ocidentais tomaram seu lugar. No entanto, com o surgimento da Ostalgie (nostalgia entre os alemães orientais pelos "velhos tempos"), muitos produtos da antiga Alemanha Ocidental, incluindo a Vita Cola, foram reintroduzidos e se tornaram populares mais uma vez.
A empresa Thüringer Waldquell, sediada em Schmalkalden, Thuringia, adquiriu os direitos do nome e da fórmula da Vita Cola e começou a produzi-la em 1994. A Vita Cola patrocinou o FC Hansa Rostock, um clube de futebol de Mecklenburg-Vorpommern, de 2002 a 2005. Desde então, a Vita Cola superou a Pepsi Cola e continua a recuperar participação de mercado na antiga Alemanha Oriental.
Em 2009, na Thuringia, a Vita Cola detinha a maior participação de mercado entre as colas, até mesmo acima da Coca-Cola. That means that Thuringia is one of the few regions in the world where a regional cola brand is the market leader. Isso significa que a Turíngia é uma das poucas regiões do mundo onde uma marca de cola regional é a líder de mercado.  Uma notícia de 2019 informou que o produto vendeu um recorde de 89 milhões de litros em 2018, tornando-se a cola doméstica mais popular da Alemanha.
Atualmente, há apenas mais uma marca de cola da antiga Alemanha Oriental em produção: a Club Cola.

## Ingredientes
Água mineral natural, Açúcar, Ácido carbônico, Acidulantes (Ácido láctico/E270, ácido citrico, fosfato), Corante E150 d, Aroma natural, Vitamina C, Cafeína.